# Судское сельское поселение
Судское сельское поселение — сельское поселение в составе Череповецкого района Вологодской области.
Центр — посёлок Суда.
Образовано 1 января 2006 года в соответствии с Федеральным законом № 131 «Об общих принципах организации местного самоуправления в Российской Федерации».
В состав сельского поселения вошёл Судский сельсовет.
По данным переписи 2010 года население — 6803 человека.

## География
Расположено на западе района. Граничит:
- на севере с Нелазским сельским поселением (граница проходит по реке Суда и Рыбинскому водохранилищу), городским поселением Хохлово и Рукавицким сельским поселением Кадуйского района,
- на юге с Коротовским сельским поселением
- на востоке с Рыбинским водохранилищем.

По территории поселения проходит региональная автотрасса А114. Протекает река Ильмеза, расположены несколько озёр: Ильмезское, Соринское, Удебное, Сохачево, Стрельное, Красное.

## Населённые пункты
В 1999 году был утверждён список населённых пунктов Вологодской области. С тех пор состав Судского сельсовета не менялся.
В состав сельского поселения входят 12 населённых пунктов, в том числе
8 деревень,
3 посёлка,
1 хутор.
| Населённый пункт      | ОКАТО          | Рег. номер | Расстояние до районного центра, км | Расстояние до центра поселения, км | Координаты                      |
| --------------------- | -------------- | ---------- | ---------------------------------- | ---------------------------------- | ------------------------------- |
| деревня Большая Дора  | 19 256 873 002 | 7759       | 50                                 | 11                                 | 59°04′28″ с. ш. 37°37′52″ в. д. |
| деревня Большое Ново  | 19 256 873 003 | 7760       | 46                                 | 4                                  | 59°07′29″ с. ш. 37°34′22″ в. д. |
| деревня Большой Исток | 19 256 873 004 | 7761       | 50                                 | 8                                  | 59°06′49″ с. ш. 37°29′22″ в. д. |
| деревня Владимировка  | 19 256 873 005 | 7762       | 38                                 | 8                                  | 59°10′14″ с. ш. 37°27′29″ в. д. |
| посёлок Кривец        | 19 256 873 006 | 7763       | 41                                 | 10                                 | 59°10′31″ с. ш. 37°25′38″ в. д. |
| деревня Леонтьевка    | 19 256 873 007 | 7764       | 44                                 | 6                                  | 59°07′45″ с. ш. 37°35′35″ в. д. |
| деревня Малая Дора    | 19 256 873 008 | 7765       | 48                                 | 9                                  | 59°05′20″ с. ш. 37°37′23″ в. д. |
| деревня Малое Ново    | 19 256 873 009 | 7766       | 47                                 | 5                                  | 59°07′14″ с. ш. 37°34′27″ в. д. |
| деревня Малый Исток   | 19 256 873 010 | 7767       | 47,9                               | 5                                  | 59°07′15″ с. ш. 37°32′25″ в. д. |
| посёлок Неверов Бор   | 19 256 873 011 | 7768       | 46                                 | 7                                  | 59°07′31″ с. ш. 37°37′50″ в. д. |
| хутор Рощино          | 19 256 873 012 | 7769       | 56                                 | 17                                 | 59°02′04″ с. ш. 37°42′08″ в. д. |
| посёлок Суда          | 19 256 873 001 | 7758       | 43                                 | —                                  | 59°09′09″ с. ш. 37°33′42″ в. д. |

## Археология
На территории Судского сельского поселения, затопленной Рыбинским водохранилищем, находится древнее поселение Луковец (X—XII века) — один из первых известных центров ткачества в Древней Руси.